# 碧雅翠絲·波特
海倫·碧雅翠絲·米奇（又譯比阿特丽克斯·波特，1866年7月28日—1943年12月22日），英國作家、插畫家、自然科學家與保育運動人士。她以描述動物的童書作品著名，如《彼得兔的故事》等相關著作。
波特生於一個上流社會家庭當中，由女家庭教師進行教導，因此她與其他同期小孩之間較為疏遠。她養了許多寵物，並且在假日花時間到蘇格蘭與湖區，發展對景觀、植物與動物的熱愛；這一切她都會密切觀察與進行繪畫。
身為女性，波特在當時並沒有太多機會能接觸高等教育，但她對於真菌的研究與水彩畫，仍然得到真菌學領域的廣泛尊崇。在30多歲時，波特出版了《彼得兔的故事》，一舉成名；至此，她開始全職為童書撰稿與繪圖。
1905年，靠著出版童書的收入以及姑媽的遺產，她在靠近湖區的一個稱為近薩維里的小村莊，買下了丘頂農場，此時此處仍處於蘭開夏郡轄下。在接下來數十年間，波特買下了許多農場，以保護當地獨特的丘陵鄉村景觀。1913年，也就是波特47歲之際，她與賀德威克當地的著名律師威廉·海利斯（William Heelis）結婚。波特曾因培育出賀德威克羊而得獎，也是一位致力於保護環境的熱心農人。她此時仍持續寫作與繪畫，並為英國出版商沃恩（Warne）設計基於波特童書作品而來的相關產品，直到因地產管理的責任加重與視力減弱，才無以為繼。
波特共出版了30本書籍，其中最為知名的是24本兒童故事書。1943年12月22日，波特於近薩維里的家中去世，享壽77歲，絕大多數遺產皆由國家名勝古蹟信託管理。目前湖區國家公園內的大多數土地，都歸功於她的保護。波特的著作仍持續在全球各地銷售，翻譯成多種語言，並製作成歌曲、電影、芭蕾舞與動畫；她的生平也被製作成電影與電視影集。

## 生平
波特（Edmund Potter），德比郡格洛索普出身，擁有當時英國最大的印花布印刷事業，隨後當選為議員。
碧雅翠絲的父親盧伯特·威廉·波特（Rupert William Potter，1832年─1914年）曾於曼徹斯特學院就讀，拜師於一位論派哲學家，也是劍橋公爵夫人凱薩琳的祖先詹姆斯·馬蒂諾；隨後他於倫敦接受大律師訓練，專注於衡平法與財產轉讓。1863年8月8日，他於吉十字的海德一神普救派教堂（Hyde Unitarian Chapel），與海倫·里奇（Helen Leech，1839年─1932年）結婚。海倫的父母為珍·阿什頓（Jane Ashton，1806年─1884年）與斯塔利橋的富有棉花及造船商人約翰·里奇（John Leech）。海倫的大表姐為湯瑪斯·阿什頓的姐姐海莉耶特·盧普頓。2014年7月，有報導指稱碧雅翠絲個人拿出她自己的手繪圖原稿，贈送給亞瑟與海莉耶特·盧普頓，他們皆為碧雅翠絲與劍橋公爵夫人凱薩琳的血親。
碧雅翠絲的父母居住於西布朗普頓波爾頓花園（Bolton Gardens）2號；1866年7月28日，碧雅翠絲就是在這裡出生，其弟弟沃爾特·伯特倫·波特也於1872年3月14日出生。她的父母都有藝術才華，尤其父親盧伯特更是一位業餘的專業攝影師。盧伯特曾於股票市場投資，於1890年代變得極為富有。
波特家族皆為曼徹斯特出身，也是英格蘭一位論派教徒，這個教派結合了新教徒反對派，在19世紀的英國具有影響力；他們反對三位一體，只承認上帝的獨一特性。
碧雅翠絲曾接受3位有能力的女家庭教師教導，最後一位是安妮·摩爾（Annie Moore），只比碧雅翠絲大3歲；她傳授碧雅翠絲德語，也扮演碧雅翠絲的女士伴侶。
在碧雅翠絲與沃爾特·伯特倫（1872年─1918年）成長的階段，除了其原生大家庭之外，沒有多少朋友。她的父母具有藝術才華，對於自然感興趣，也非常享受鄉村生活。在碧雅翠絲與伯特倫小時候，有許多小寵物作伴，他們會密切觀察且不停地為牠們繪圖。在家中的教室當中，他們保存了各種小寵物、老鼠、兔子、刺蝟與一些蝙蝠，以及他們用以進行繪畫與研究的蝙蝠與其他昆蟲收藏品。碧雅翠絲致力於照顧這些小動物，經常在放長假時陪伴著牠們。在她生命當中的開頭15年，會在暑假前往蘇格蘭伯斯泰河旁的道爾蓋茲居住。在當地，她經常探索這片區域並進行繪畫，滋養她的想像力與觀察力。由於碧雅翠絲與與他的弟弟在這鄉村當中擁有相當多的自由，因此他們也成為了自然科學的熟練學生。1887年，當道爾蓋茲消失的時候，波特姊弟改到湖區過暑假，居住在鄰近溫德米爾湖的雷氏城堡。在當地，她與雷氏城堡的牧師即後來國家名勝古蹟信託的首任秘書長哈德威克·朗斯利會面，他鍾情於鄉村景觀與生活，剛好讓碧雅翠絲的興趣有所啟發，也對她的生活產生了長遠的影響。
在碧雅翠絲約14歲時，她開始持續寫日記。她在寫日記時，採用了一種她自己設計，由簡單字母所組成的替換式密碼。她的《日誌》（Journal）對於發展她的創意產生重要作用，兼具素描與文學實驗的功能：當中她用少少的書寫文字，對社會進行論述，記錄藝術與藝術家的印象與講述她生活周遭的故事與觀察。1958年，雷斯麗·林德（Leslie Linder）將《日誌》轉譯完成，當中並沒有發現到她個人生活中的私密紀錄，但對於瞭解19世紀英國社會中充滿活力的面向，是一份非常寶貴的紀錄。這份紀錄描述了波特對於藝術與知識的興趣發展到了成熟階段，對於她所造訪的地方產生有趣的洞察力，以及在觀察與描述自然方面有著不尋常的能力。波特的《日誌》從1881年開始記錄，直到1897年結束，此時她將藝術與知識探索的能量轉化為科學研究與出版繪本上。當時的她雖然早熟，但思想保守並感到厭煩，想要尋求更多獨立的活動，也希望能夠賺錢盡到照顧父母的責任，尤其是要處理母親的需求與管理家中的大小事務。

### 科學繪圖與真菌學的工作
碧雅翠絲·波特的父母不阻止她接受高等教育，在愛德華時代的普羅文化當中，像她一樣階級的女性通常只接受私人教育，極少數才接受大學教育。
碧雅翠絲·波特對於除天文學之外的每個自然科學分支都有興趣。在維多利亞時代的自然科學研究當中，植物學是比較熱門的研究領域。波特的研究興趣則比較折衷：收集化石，藉由倫敦的考察工作中學習考古學與其文物，以及鍾情於昆蟲學。在這三大領域當中，她持續為感興趣領域的物種進行繪圖，以提升她的技巧。到了1890年代，她的興趣集中到真菌學當中。

### 創作
1893年9月，波特開始給患病的5歲小男孩諾埃爾·摩爾（波特以往家庭女教師安妮·摩爾的兒子）寫了許多帶插圖的信，講述一隻名叫彼得的小兔子（Peter Rabbit）的故事。七年後的1900年，波特將這些信借回來重新擴充，於次年自費出版《彼得兔的故事》，共印了二百五十本，大受好評。之後波特在友人建議下找了費德里克·沃恩公司再次出版該書，並將插圖改為彩色。《彼得兔的故事》出版後廣受歡迎，之後波特繼續創作與彼得兔故事相關的繪本。

### 參與自然保護運動

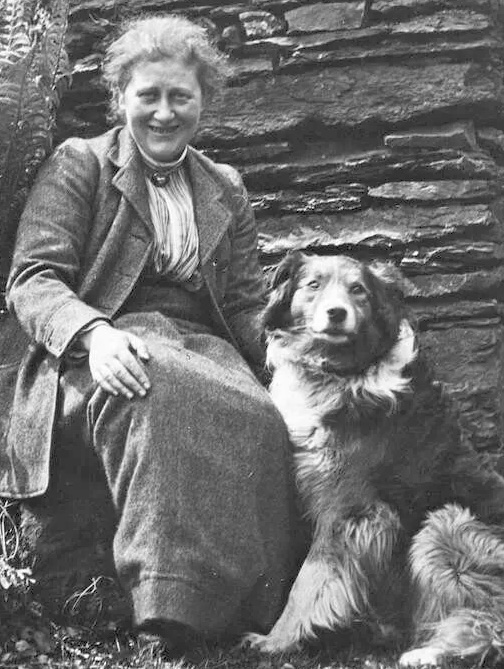
碧雅翠絲·波特，攝於1913年。

1905年，碧雅翠絲·波特才訂婚一個多月的未婚夫諾曼·沃恩（即費德里克·沃恩公司創辦人的小兒子）因患白血病而突然逝世，當年波特利用版稅和姑媽的遺產買下了一座建於17世紀、位於湖區的「丘頂」農場。後來她受到H·D·倫恩斯利牧師的影響，投身於自然保護運動之中，為了阻止都市入侵鄉間，她買下了大量的土地。
1912年，與波特一起工作的律師威廉·希利斯向她求婚，波特不顧父母的反對，與希利斯在次年成婚。
晚年的波特雖然因童書系列和牧羊業而致富，但仍生活簡樸，致力於湖區的自然保護工作。
1943年12月22日，77歲的波特逝世；她留下遺言，將4千英畝的土地、15座農場及若干小湖都捐給國家名勝古蹟信託。國家名勝古蹟信託在希利斯去世之後正式接管了波特的遺產，這是該信託有史以來接受過的最大筆捐贈。

## 作品列表

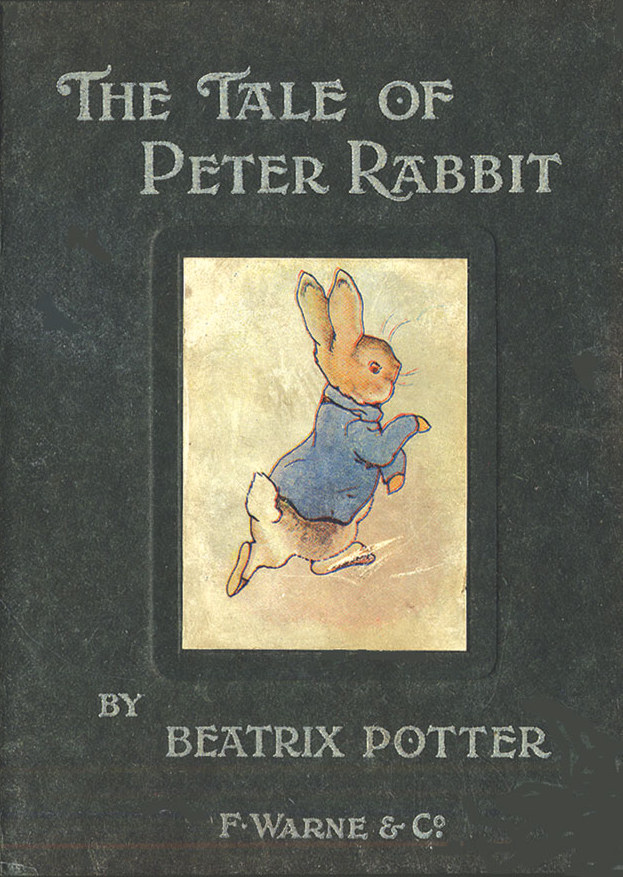
《彼得兔的故事》為波特的著名作品之一。

- 彼得兔的故事（The Tale of Peter Rabbit；1902年）
- 松鼠纳特金（The Tale of Squirrel Nutkin；1903年）
- 格洛斯特的裁缝（The Tailor of Gloucester；1903年）
- 小兔班傑明（The Tale of Benjamin Bunny；1904年）
- 两只坏老鼠的故事（The Tale of Two Bad Mice；1904年）
- 提姬.温克尔太太的故事（The Tale of Mrs. Tiggy-Winkle；1905年）
- 馅饼和馅饼盘子的故事（The Tale of the Pie and the Patty-Pan；1905年）
- 渔夫杰里米先生的故事（The Tale of Mr. Jeremy Fisher；1906年）
- 一只凶恶的坏兔子的故事（The Story of A Fierce Bad Rabbit；1906年）
- 毛胚小姐的故事 （The Story of Miss Moppet；1906年）
- 湯姆小貓（The Tale of Tom Kitten；1907年）
- 杰米玛泥潭鸭的故事（The Tale of Jemima Puddle-Duck；1908年）
- 小须子塞缪尔的故事（The Tale of Samuel Whiskers or The Roly-Poly Pudding；1908年）
- 佛洛普西的小兔们的故事（The Tale of the Flopsy Bunnies；1909年）
- 金吉尔和皮克尔斯的故事（The Tale of Ginger and Pickles；1909年）
- 小不点鼠太太的故事（The Tale of Mrs. Tittlemouse；1910年）
- 提米脚尖儿的故事（The Tale of Timmy Tiptoes；1911年）
- 托德先生的故事（The Tale of Mr. Tod；1912年）
- 温吞小猪的故事（The Tale of Pigling Bland；1913年）
- 阿普利.达普利的童谣（Appley Dapply's Nursery Rhymes；1917年）
- 镇鼠约翰尼的故事（The Tale of Johnny Town-Mouse；1918年）
- 赛西莉.帕斯莉的童谣（Cecily Parsley's Nursery Rhymes；1922年）
- 精灵的大篷车（The Fairy Caravan；1929年）
- 小猪鲁宾逊的故事（The Tale of Little Pig Robinson；1930年）
- 穿長靴的小貓（The Tale of Kitty-in-Boots；2016年）

## 進階閱讀
書信、雜誌與文字集
- Potter, Beatrix. Jane Crowell Morse , 编. . The Horn Book, Inc. 1982. ISBN 978-0-87675-282-1.
- Potter, Beatrix. Judy Taylor , 编. . F. Warne & Co. 1992. ISBN 978-0-7232-3437-1.
- Potter, Beatrix. Judy Taylor , 编. . F. Warne & Co. 1992. ISBN 978-0-7232-4195-9.
- Potter, Beatrix. Margaret Crawford Maloney , 编. . Toronto Public Library. 1977. ISBN 978-0-8037-2050-3.
- Potter, Beatrix. (rev. 1989). The Journal of Beatrix Potter, 1881–1897, transcribed from her code writings by Leslie Linder. F. Warne & Co. ISBN 978-0-7232-3625-2
- Potter, Beatrix. Leslie Linder , 编. . F. Warne & Co. 1987. ISBN 978-0-7232-3562-0.

藝術研究
- Hobbs, Anne Stevenson. . F. Warne & Co. 1989. ISBN 0-7232-3598-8.
- Hobbs, Anne Stevenson. . F. Warne & Co. 1990. ISBN 978-0-7232-3598-9.
- Hobbs, Anne Stevenson. . F. Warne & Co. 2005. ISBN 978-0-7232-5700-4.
- Jay, Eileen, Mary Noble & Anne Stevenson Hobbs. . F. Warne & Co. 1992. ISBN 978-0-7232-3990-1.
- Taylor, Judy, Joyce Irene Whalley, Anne Stevenson Hobbs & Elizabeth M. Battrick. . F. Warne & Co. 1987. ISBN 978-0-7232-3561-3.

自傳研究
- Battrick, Elizabeth. . Armitt Library and Museum and F.Warne & Co. 1999. ISBN 978-0-7232-4608-4.
- Delaney, Frank. . The Public Domain Review. 23 July 2014, 4 (15)  [23 July 2014]. （原始内容存档于2017-03-11）. This year (2014), the works of one of the most successful and universal writers of all time came into the public domain in many countries around the world.
- Denyer, Susan. . Harry Abrams. 2000. ISBN 978-0-7112-3018-7.
- Heelis, John. . Sutton Publishing. 1999. ISBN 978-0-7509-3432-9.
- Lane, Margaret. . F. Warne & Co. 2001. ISBN 978-0-7232-4676-3.
- Lane, Margaret. . F. Warne & Co. 1978. ISBN 978-0-7232-2108-1.
- Lear, Linda. . St. Martin's. 2007. ISBN 978-0-312-36934-7.
- Lear, Linda. . Penguin Books. 2008. ISBN 978-0-14-100310-8.
- MacDonald, Ruth K. . Twayne Publishers. 1986. ISBN 978-0-8057-6917-3.
- Mitchell, W.R. . Great Northern Books Ltd. 2010. ISBN 978-1-905080-71-7.
- Taylor, Judy. . F. Warne & Co. 1996. ISBN 978-0-7232-4175-1.
- Taylor, Judy. . F. Warne & Co. 2002. ISBN 978-0-7232-4767-8.
- Taylor, Judy (编). . F.Warne & Co. 1993. ISBN 978-0-7232-4025-9.
- Taylor, Judy. . Oxford Dictionary of National Biography. Oxford University Press.   [14 January 2007]. （原始内容存档于2016年7月13日）.